# Dodge Coronado
El Dodge Coronado fue un automóvil de turismo del segmento F, fabricado en Argentina bajo la marca Dodge por la Chrysler-Fevre Argentina S.A., subsidiaria nacional de la Chrysler Corporation. Este vehículo, fue una versión de lujo desarrollada por Chrysler en Argentina, sobre la base del modelo de serie Dodge Polara, lanzado en el año 1968. Este coche, representaba el ingreso de la marca Dodge al segmento de automóviles "Premium" del mercado automotor argentino, que ya tenía como protagonistas al Rambler Ambassador (lanzado en el año 1965) y al Ford Fairlane (lanzado en 1969).
Este automóvil fue lanzado por Chrysler-Fevre Argentina S.A. en el año 1969 y supuso la respuesta de Dodge hacia las demás marcas que participaban en el mercado. Además de aire acondicionado, dirección asistida y tapizados de cuero, entre sus principales accesorios de equipamiento presentaba como novedad la incorporación opcional de una caja automática de 3 velocidades, siendo este un accesorio que lo convertiría en el primer automóvil de producción argentina en incorporar ese tipo de transmisión. Al mismo tiempo y como principal detalle distintivo con respecto al modelo estándar, el Coronado incorporaba una cubierta de vinilo en su techo.
La producción del Dodge Coronado se inició en el año 1969, debiendo ser finalizada en el año 1979 luego del cierre de Chrysler-Fevre Argentina S.A..

## Historia

### Antecedente
La primera vez que el término "Coronado" fuera utilizado por Chrysler en Argentina para denominar a un producto, fue en el año 1965, cuando hizo su presentación en sociedad el Valiant III Coronado, una versión del modelo Valiant III que fuera destacado por incorporar equipamiento de lujo para aquella época. Mecánicamente, tanto el modelo Estándar, como el Coronado estaban equipados con el mismo conjunto impulsor, compuesto por un motor Chrysler Slant-Six RG 225 de 6 cilindros en línea, acoplado a una caja manual de 3 velocidades y capaz de erogar una potencia máxima de 139 CV a 4500 RPM, por lo que ambos modelos sólo se diferenciaban por sus niveles de equipamiento. En ese sentido, el Valiant III Coronado presentaba como accesorios "visibles" en su carrocería, una cubierta vinílica de tono dual que recubría el techo, siendo de color negra en la parte trasera y metalizada en el recubrimiento centro-frontal. Asimismo, entre sus accesorios mecánicos y de decoración interna se destacaban la implementación del servofreno de serie, levantacristales eléctricos, tapizados en cuero legítimo, apoyabrazos entre los asientos delanteros y traseros, y cristales tonalizados. Asimismo, este coche tenía como particularidad el hecho de estar pintado de manera exclusiva de color negro, siendo este el único color en que se podía adquirir el coche.
Una vez finalizada la producción del Valiant III en todas sus versiones en el año 1966, fue presentado el Valiant IV, modelo que ya presentaría desde su estreno tres versiones entre las cuales, al igual que su antecesor, presentaba una versión de lujo que fuera denominada como Valiant IV Coronado y cuyo equipamiento de lujo era el mismo que fuera presentado en el modelo Valiant III. Su producción al igual que la de toda la línea Valiant IV, culminaría en el año 1968 dando paso a la línea de automóviles Dodge.

### Resumen del lanzamiento de la línea Dodge

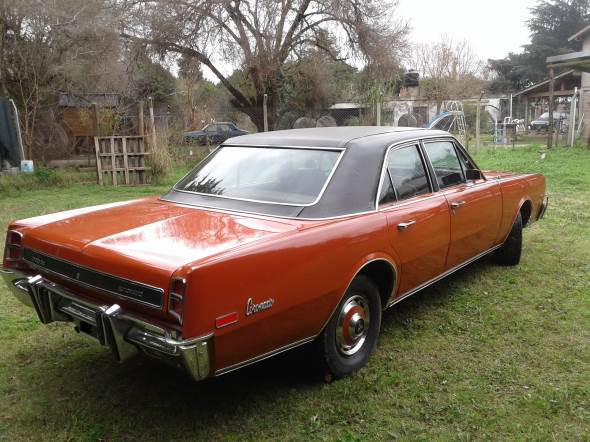
Vista trasera de un Dodge Coronado

Tras haber iniciado en 1960 la producción nacional de los productos de la Chrysler Corporation, en 1968 Chrysler-Fevre Argentina S.A. tomó la histórica decisión de renovar su línea de productos en la gama automóviles, a la vez de iniciar la unificación de sus productos bajo una sola marca. Desde 1960, la filial argentina de Chrysler presentaba sus productos bajo distintas marcas, produciendo principalmente los camiones y camionetas Dodge y Fargo y la línea de automóviles Valiant. Fue así que tras haber finalizado en 1968 la producción de la línea Valiant, Chrysler-Fevre lanza al mercado una nueva línea de automóviles identificados bajo la marca Dodge, concretando de esta manera la unificación de su producción bajo esa marca, imitando también a sus rivales General Motors y Ford Argentina, quienes ya habían unificado su producción bajo las marcas Chevrolet y Ford respectivamente.
La nueva línea de automóviles Dodge presentada en Argentina estrenaba una nueva gama de modelos basados todos en un mismo automóvil. Esta línea de automóviles fue un rediseño nacional que estaba basado en la cuarta generación del modelo Dodge Dart estadounidense y dependiendo del tipo de motorización, transmisión y equipamiento, difería en sus denominaciones. En ese sentido, el primer automóvil identificado con la marca Dodge fue presentado en el año 1968, siendo conocido como Dodge Valiant. A su vez, este modelo sirvió como carta de presentación de la nueva línea de automóviles Dodge y como coche de transición entre la línea Valiant y la línea Dodge. Al año siguiente, fueron presentados tres nuevos modelos basados en este mismo modelo de la marca Dodge, pero con distinta denominación dependiendo de sus niveles de equipamiento. De esta forma, la versión básica de Dodge cambió su denominación pasando a llamarse Dodge Polara, mientras que los otros modelos fueron conocidos como Dodge GT y Dodge Coronado. En este sentido, el modelo Polara constituyó la versión básica de la gama, la cual a diferencia del Dodge Valiant que equipaba un impulsor Slant-Six RG 225, pasaba a estrenar un impulsor Chrysler Slant-Power RG 225 de 3687 cc, cuya relación de compresión pasaba de 7.3:1 a 8:1, todo acoplado a una caja manual de 3 velocidades. Por su parte, el Dodge GT se presentó como una versión de corte deportivo que equipaba un motor Chrysler Slant Power A-119 de 3687 cc, acoplado a una caja manual de 4 velocidades con accionamiento por palanca al piso. Por último, el modelo Coronado constituyó la versión de lujo de la línea, ya que se trataba de un sedán que presentaba soluciones mecánicas similares a la del modelo Polara, pero que se diferenciaba de este último en cuanto a sus detalles de equipamiento que lo ubicaban en un nivel superior.
En ese sentido, el Dodge Coronado se diferenciaba a primera vista del Polara estándar por detalles estéticos en su carrocería. Primeramente, la primera versión del Coronado presentaba en su diseño la incorporación de baguetas cromadas que se recorrían los laterales del auto de punta a punta. Asimismo, en su interior se podía apreciar como principales accesorios, la implementación de tapizados de cuero en sus asientos y paneles de puertas, como también la incorporación de la dirección hidráulica y un sistema de suspensiones independientes, tipo Mc Pherson con barras de torsión. Asimismo, formaban parte del equipamiento del Coronado el servofreno, frenos a disco en las ruedas delanteras y butacas reclinables. Unos meses más tarde, incorporó uno de sus principales distintivos dentro de la línea, como lo fue el recubrimiento de su techo con una cubierta vinílica, mayoritariamente de color negro.

### Nace el Coronado Automatic
En 1970, la línea Coronado se renueva con la aparición del Coronado Automatic, una versión que presentaba como novedad la incorporación de una caja de cambios automática, siendo este el primer automóvil de producción nacional en equipar de serie una caja automática. La misma, se trataba de una caja Torqueflite A-904 de tres marchas, la cual constituía una verdadera novedad en un mercado automotor acostumbrado al uso de cajas manuales. 
La aparición de la caja automática en el Coronado significó la posibilidad de ofrecer al cliente dos versiones del mismo modelo, siendo también opcional una versión con caja manual de 4 marchas, similar a la presentada en el modelo Dodge GT. Finalmente y tras el cese de la producción de este último modelo en 1971, esta caja quedaría exclusivamente en la línea Coronado, pero como opcional de la automática que a partir de ese año pasaba a ser de serie. Sobre sus bondades mecánicas, el Coronado Automatic alcanzaba a desarrollar 145 HP de potencia a 4400 RPM, llegando a rodar hasta los 155 km/h.

### Últimos años
Además del Coronado y el Polara, Chrysler-Fevre relanza en 1969 la versión básica de la línea Dodge, suprimiéndole el término "Valiant", pero sin redenominación alguna (es decir, simplemente era conocido como "Dodge" o también "Dodge Base"). Este modelo heredaría la mayoría de las soluciones mecánicas del "Dodge Valiant", pero incorporaría como accesorio de serie el servofreno asistido del Dodge Polara. Asimismo, las cajas de velocidades son reemplazadas para toda la línea,  siendo presentadas las "Dodge A-230/3" también de 3 marchas sincronizadas, en lugar de las primitivas "Dodge A-745/1". El Dodge Base finalmente fue discontinuado en 1971. Por su parte, el Dodge GT continuaría su producción normalmente, siendo catalogado como el modelo deportivo de la línea, siempre equipando su caja manual de 4 marchas, la cual a partir de 1970 pasaría a compartir con el modelo Coronado. Finalmente el GT también dejaría de producirse en el año 1971, dejando los atributos deportivos para la línea Coupé que comenzaba su producción en el año 1970. Otro modelo de poco stock de fabricación fue el "Dodge Taxi", modelo lanzado en el año 1971, que no era más que un Dodge Base equipado con un motor Diesel Perkins 4-203 y que fuera desarrollado por Chrysler-Fevre para su empleo en flotas de taxi. Si bien en un principio su producción estuvo destinada a su empleo en el transporte automotor de pasajeros, finalmente desde Chrysler decidirían lanzar en 1976 su versión citadina, siendo redenominado como "Polara Diésel".
La finalización de la producción del Dodge GT en el año 1971 supuso la expansión del Coronado dentro de la gama Dodge, ya que a partir de ese año comenzaría a ser producido de serie con su caja automática, quedando como opcional el uso de la caja manual de 4 marchas que equipaba al Dodge GT. En este año, Dodge volvía a revolucionar el mercado argentino lanzando la producción del Dodge 1500, el primer mediano producido en Argentina por una firma norteamericana, lo que lo hacía ingresar de lleno al segmento de vehículos medianos, el cual parecía estar reservado exclusivamente a marcas europeas. De esta forma, la gama de vehículos presentaba dos segmentos bien diferenciados, siendo los modelos Polara, Coronado y Coupé encasillados en la línea grande de Dodge.
Precisamente, en el año 1972 la línea grande de Dodge pasaba a recibir un profundo rediseño en su frontal, pasando a equipar una parrilla y un nuevo diseño de faros, como así también recibiría nuevas luces de stop, un tablero con instrumental de moderno diseño y nuevas opciones de colores para los tapizados. 
Con todos estos equipamientos, finalmente la producción de los modelos Polara y Coronado continuaría sin alteraciones hasta el año 1979, luego de producirse el cierre de la filial argentina de Chrysler y su posterior venta a Volkswagen para la constitución de Volkswagen Argentina S.A.
- [2]

## Ficha técnica
| Modelo                | Dodge Coronado                                   | Dodge Coronado                                 | Dodge Coronado                                       |
| --------------------- | ------------------------------------------------ | ---------------------------------------------- | ---------------------------------------------------- |
| Valores               |                                                  |                                                |                                                      |
| Manual                | Manual                                           | Automático                                     |                                                      |
| Período               | 1969–1971                                        | 1971–1979                                      | 1970–1979                                            |
| Motorización          | Chrysler Slant Power RG 225                      | Chrysler Slant Power RG 225                    | Chrysler Slant Power RG 225                          |
| Cilindrada            | 3.687 cc.                                        | 3.687 cc.                                      | 3.687 cc.                                            |
| Tracción              | Trasera                                          | Trasera                                        | Trasera                                              |
| Potencia              | 147 CV a 4400 RPM                                | 147 CV a 4400 RPM                              | 147 CV a 4400 RPM                                    |
| Par Motor             | 29 Kgm a 2400 RPM                                | 29 Kgm a 2400 RPM                              | 29 Kgm a 2400 RPM                                    |
| Rel. Compresión       | 8:1                                              | 8:1                                            | 8:1                                                  |
| Carburador            | Holley RX 7218 A                                 | Holley RX 7218 A                               | Holley RX 7218 A                                     |
| Transmisión           | Dodge A-745/1 de 3 marchas (de serie hasta 1971) | Dodge A-833 de 4 marchas (opcional desde 1971) | Torqueflite A 904 de 3 marchas (de serie desde 1971) |
| Peso en Vacío         | 1450 kg                                          | 1450 kg                                        | 1450 kg                                              |
| Largo                 | 5010 mm                                          | 5010 mm                                        | 5010 mm                                              |
| Ancho                 | 1860 mm                                          | 1860 mm                                        | 1860 mm                                              |
| Alto                  | 1410 mm                                          | 1410 mm                                        | 1410 mm                                              |
| Batalla               | 2810 mm                                          | 2810 mm                                        | 2810 mm                                              |
| Trocha Delantera      | 1420 mm                                          | 1420 mm                                        | 1420 mm                                              |
| Trocha Trasera        | 1680 mm                                          | 1680 mm                                        | 1680 mm                                              |
| Frenos Delanteros     | Disco                                            | Disco                                          | Disco                                                |
| Frenos Traseros       | Tambor                                           | Tambor                                         | Tambor                                               |
| Dirección             | Bolillas recirculantes                           | Bolillas recirculantes                         | Bolillas recirculantes                               |
| Suspensión Delantera  | Indep. Mc Pherson, barras de torsión             | Indep. Mc Pherson, barras de torsión           | Indep. Mc Pherson, barras de torsión                 |
| Suspensión Trasera    | Eje Rígido, resortes                             | Eje Rígido, resortes                           | Eje Rígido, resortes                                 |
| Neumáticos            | 7.35 x 14"                                       | 7.35 x 14"                                     | 7.35 x 14"                                           |
| Generador             | Alternador 12V, 48 A                             | Alternador 12V, 48 A                           | Alternador 12V, 48 A                                 |
| Consumo Promedio      | 5,2 km/l                                         | 5,2 km/l                                       | 5,2 km/l                                             |
| Vel. Máx.             | 178 km/h                                         | 178 km/h                                       | 178 km/h                                             |
| Dirección hidráulica  | Sí                                               | Sí                                             | Sí                                                   |
| Elevalunas eléctricos | Sí                                               | Sí                                             | Sí                                                   |
| Aire Acondicionado    | Sí                                               | Sí                                             | Sí                                                   |

- [3]